# G̑
Cette page contient des caractères spéciaux ou non latins. S’ils s’affichent mal (▯, ?, etc.), consultez la page d’aide Unicode.
G̑ (minuscule : g̑), ou G brève inversée, est un graphème utilisé dans la transcription du proto-indo-européen et dans la romanisation du l'alphabet arabe. Il s'agit de la lettre G diacritée d'une brève inversée.

## Utilisation
Geoffrey Hull utilise le g brève inversée ‹ g̑ › pour translittérer la lettre arabe ġayn ‹ غ ›.
En linguistique comparée, le g brève inversée ‹ g̑ › est utilisé pour transcrire une consonne occlusive palatale voisée ‹ ɟ › de l’indo-européen commun.

## Représentations informatiques
Le G brève inversée peut être représenté avec les caractères Unicode suivants :
- décomposé (latin de base, diacritiques) :

| formes    | représentations | chaînes de caractères | points de code | descriptions                                          |
| --------- | --------------- | --------------------- | -------------- | ----------------------------------------------------- |
| majuscule | G̑               | G◌̑                    | U+0047 U+0311  | lettre majuscule latine g diacritique brève renversée |
| minuscule | g̑               | g◌̑                    | U+0067 U+0311  | lettre minuscule latine g diacritique brève renversée |